# Bernhard Schätzle

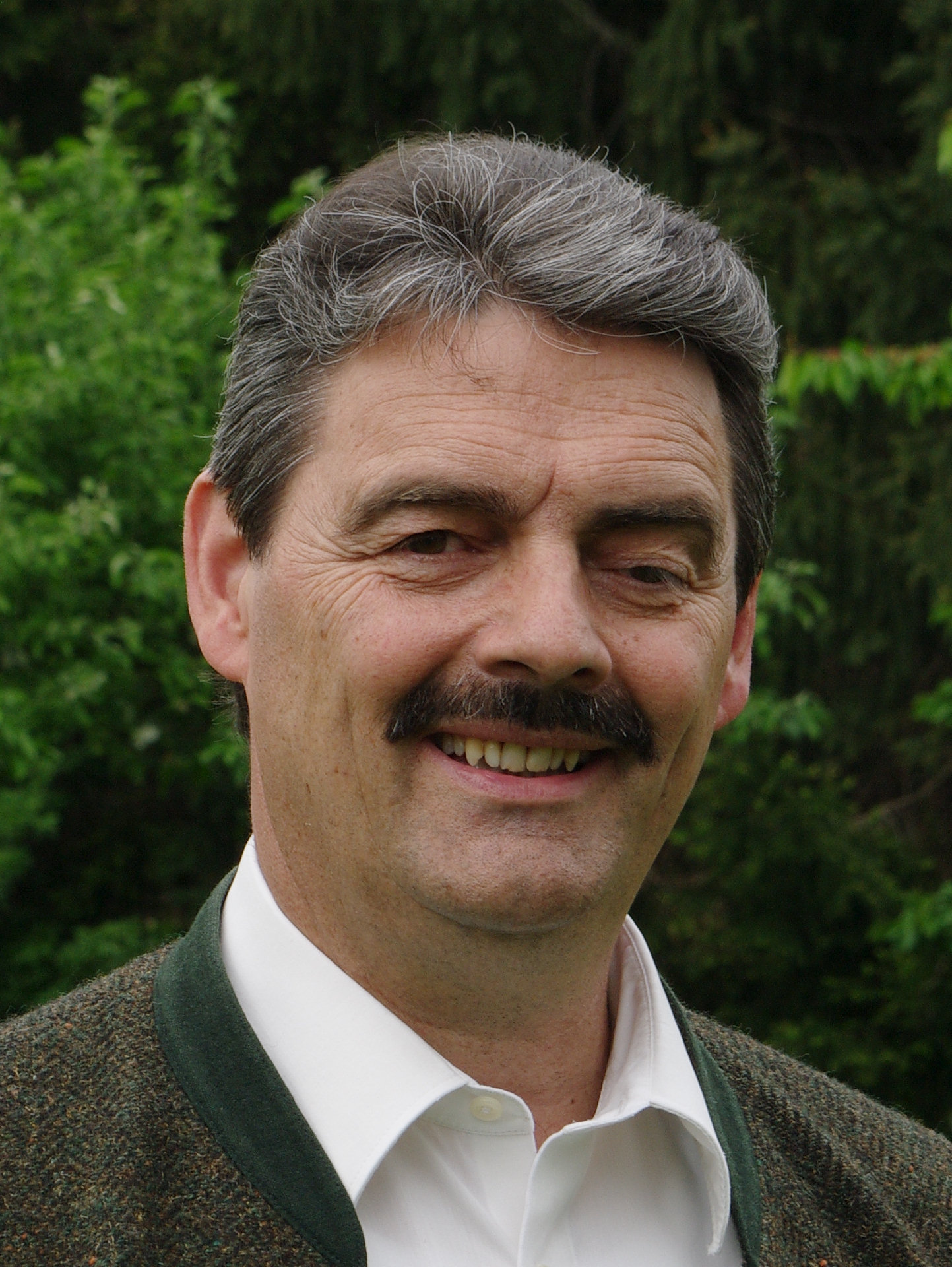
Bernhard Schätzle

Bernhard Schätzle (* 24. Juli 1954 in Freiburg im Breisgau) ist ein deutscher Politiker (CDU). Von 2006 bis 2011 war er Abgeordneter im Landtag von Baden-Württemberg.

## Leben und Beruf
Bernhard Schätzle absolvierte Berufsausbildungen als Weinhandelsküfer und als Winzer. Nach Besuch der Lehrgänge der Bundesfachschule für das Fass- und Weinküferhandwerk in Weinsberg legte er 1978 die Prüfung zum Weinküfermeister und Kellermeister ab und machte sich im Freiburger Ortsteil Lehen selbstständig.
Bernhard Schätzle gründete 1977 sein Weingut am Lehener Bergle, das er aus einem kleinen Landwirtschaftsbetrieb seiner Familie heraus entwickelte, der sich bereits seit sieben Generationen im Familienbesitz befindet. Er ist verheiratet und hat vier Kinder.

## Politik
Seit 1989 ist Bernhard Schätzle Ortschaftsrat in Freiburg-Lehen, seit 1999 auch Stadtrat in Freiburg. Er ist Mitglied im Umweltausschuss und dort umweltpolitischer Sprecher der CDU-Fraktion sowie Mitglied im Schulausschuss und im Sozialausschuss.
Bei der Landtagswahl am 26. März 2006 gewann er den traditionell sozialdemokratischen Wahlkreis Freiburg-West knapp gegen Margot Queitsch (SPD) und Edith Sitzmann (Grüne). Er war im Landtag Mitglied im Umweltausschuss und im Petitionsausschuss. Seit März 2008 ist er zudem Ortsvorsteher seines Heimatstadtteils Freiburg-Lehen. Bei der Wahl zum baden-württembergischen Landtag am 27. März 2011 verlor er sein Direktmandat an die Kandidatin der Grünen, Edith Sitzmann und gehörte dem 15. Landtag von Baden-Württemberg nicht mehr an.